# أيفني
أيفني، (بالإنجليزية: Iufni)‏، هو فرعون من فراعنة الأسرة الثالثة العشر، في مصر القديمة، في وقت مبكر خلال المرحلة الانتقالية الثانية في مصر، (1788–1785 ق.م.).

## حياته
ذكر أيفني في تورينو الكنسي، لائحة الملوك التي جمعت قبل حوالي 500 سنة بعد عهد أيفني، في وقت مبكر خلال فترة الرعامسة. ويرد اسمه على العمود 7 الصف 9 من الوثيقة (وهذا يتوافق مع العمود 6 صف 9 في القراءة. جاردنر وفون).

## حكمه
تولى الحكم بعد الملك سع حتب رع، (1788 أو 1741 ق.م.). في النصف الأول من القرن الثامن عشر. خلال فترة أواخر عصر الدولة الوسطى.